# Wade Megan
Wade Megan, född 22 juli 1990, är en amerikansk professionell ishockeyforward som tillhör Detroit Red Wings i NHL och spelar för deras primära samarbetspartner Grand Rapids Griffins i AHL.
Han har tidigare spelat på NHL-nivå för St. Louis Blues och på lägre nivåer för Chicago Wolves, Portland Pirates och San Antonio Rampage i AHL, Cincinnati Cyclones i ECHL och Boston University Terriers (Boston University) i NCAA.
Megan draftades i femte rundan i 2009 års draft av Florida Panthers som 138:e spelare totalt.
Han skrev som free agent på ett ettårskontrakt värt 650 000 dollar med Detroit Red Wings den 1 juli 2018.

## Statistik
| 2007–08     | South Kent Prep            |             | 36  | 24 | 27 | 51  | —   | —  | —  | — | —  | —  |
| 2008–09     | South Kent Prep            |             | 32  | 27 | 36 | 63  | 18  | —  | —  | — | —  | —  |
| 2009–10     | Boston University Terriers | NCAA        | 35  | 5  | 7  | 12  | 22  | —  | —  | — | —  | —  |
| 2010–11     | Boston University Terriers | NCAA        | 39  | 8  | 5  | 13  | 32  | —  | —  | — | —  | —  |
| 2011–12     | Boston University Terriers | NCAA        | 39  | 20 | 9  | 29  | 57  | —  | —  | — | —  | —  |
| 2012–13     | Boston University Terriers | NCAA        | 38  | 16 | 13 | 29  | 50  | —  | —  | — | —  | —  |
|             | San Antonio Rampage        | AHL         | 13  | 1  | 0  | 1   | 0   | —  | —  | — | —  | —  |
| 2013–14     | San Antonio Rampage        | AHL         | 43  | 11 | 6  | 17  | 18  | —  | —  | — | —  | —  |
|             | Cincinnati Cyclones        | ECHL        | 16  | 13 | 7  | 20  | 11  | 22 | 10 | 3 | 13 | 12 |
| 2014–15     | San Antonio Rampage        | AHL         | 59  | 8  | 5  | 13  | 44  | 3  | 0  | 0 | 0  | 0  |
|             | Cincinnati Cyclones        | ECHL        | 5   | 4  | 3  | 7   | 12  | —  | —  | — | —  | —  |
| 2015–16     | Portland Pirates           | AHL         | 75  | 14 | 9  | 23  | 53  | 5  | 0  | 0 | 0  | 10 |
| 2016–17     | St. Louis Blues            | NHL         | 3   | 1  | 0  | 1   | 0   | —  | —  | — | —  | —  |
|             | Chicago Wolves             | AHL         | 73  | 33 | 33 | 66  | 57  | 5  | 1  | 0 | 1  | 4  |
| 2017–18     | St. Louis Blues            | NHL         | 1   | 0  | 0  | 0   | 0   | —  | —  | — | —  | —  |
|             | Chicago Wolves             | AHL         | 63  | 11 | 22 | 33  | 52  | 3  | 2  | 0 | 2  | 2  |
| 2018–19     | Grand Rapids Griffins      | AHL         | —   | —  | —  | —   | —   | —  | —  | — | —  | —  |
| NHL totalt  | NHL totalt                 | NHL totalt  | 4   | 1  | 0  | 1   | 0   | —  | —  | — | —  | —  |
| AHL totalt  | AHL totalt                 | AHL totalt  | 326 | 78 | 75 | 153 | 224 | 16 | 2  | 1 | 3  | 16 |
| ECHL totalt | ECHL totalt                | ECHL totalt | 21  | 17 | 10 | 27  | 23  | 22 | 10 | 3 | 13 | 12 |
| NCAA totalt | NCAA totalt                | NCAA totalt | 151 | 49 | 34 | 83  | 161 | —  | —  | — | —  | —  |